# Boris Pawlowitsch Lissunow

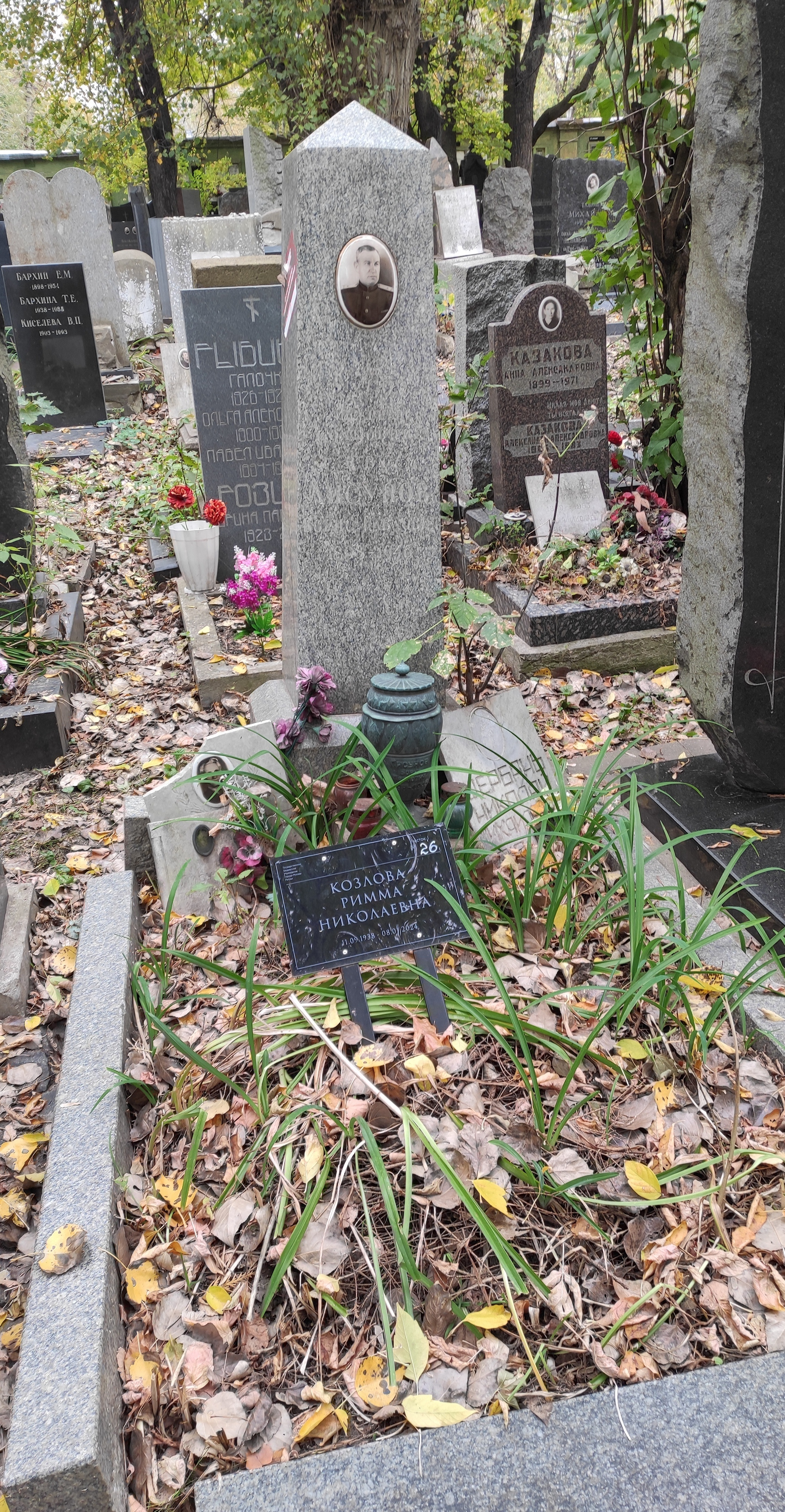
Grab von Boris Pawlowitsch Lissunow

Boris Pawlowitsch Lissunow (russisch Борис Павлович Лисунов, wiss. Transliteration Boris Pavlovič Lisunov; * 1898; † 1946) war ein sowjetischer Flugzeugkonstrukteur. In fast allen anderen Quellen wird der Nachname Lisunow geschrieben.
Lissunows herausstechende Arbeitsleistung ist die Umwandlung der Douglas DC-3 in das Lizenzmuster PS-84, das ab 1942 als Lissunow Li-2 bezeichnet wurde, und die anschließende Betreuung der Serienfertigung. Er reiste zur Vorbereitung dazu 1936 in die Douglas-Werke in Santa Monica/Kalifornien und blieb dort über ein Jahr, um die Arbeitsabläufe der dortigen Fertigung zu studieren.
Hauptarbeit war dabei die Umzeichnung von zölligen auf metrische Maße. Dies erledigte er zusammen mit Wladimir Michailowitsch Mjassischtschew, der jedoch 1938–1940 Opfer der Säuberungswelle in der UdSSR war und inhaftiert wurde.